# La Chapelle-Onzerain
La Chapelle-Onzerain là một xã trong tỉnh Loiret, vùng Centre-Val de Loire bắc trung bộ nước Pháp. Xã này nằm ở khu vực có độ cao từ 1201-134 mét trên mực nước biển.